# جائزة فرساي
جائزة فرساي
جائزة فرساي هي عبارة عن جائزة تسند إلى مجموعة من الإبداعات المعمارية المعاصرة التي تعتبر "الأجمل في العالم".
منذ تأسيسها عام 2015، ارتبطت جائزة فرساي ارتباطًا وثيقًا بمنظمة اليونسكو، التي يحتضن مقرها سنويًا الحفل العالمي.
تتوزع الجوائز على ثماني فئات متميزة تشمل: المطارات والحُرُم الجامعية ومحطات النقل والمنشآت الرياضية والمتاحف والمراكز التجارية والفنادق والمطاعم. 
تتألف لجنة التحكيم من ثُلّة المهندسين المعماريين على غرار ديفيد آدجاي ودانيال ليبسكيند وكازويو سيجيما إلى جانب شخصيات عالمية مرموقة في مجالات أخرى، مثل غاربيين موغوروزا وإيلي صعب وجون-جاك أنو.
تعتمد لجنة التحكيم معايير تشمل "الابتكار والإبداع ومراعاة التراث المحلي والطبيعي والثقافي والأداء البيئي، إلى جانب قيم الضيافة والمشاركة التي تلتزم بها الأمم المتحدة ".
"الإلهام، التقدم، الشمولية" هو شعار جائزة فرساي
من بين الفائزين بجائزة فرساي 2024 نذكر كلا من مطار زايد الدولي والمتحف المصري الكبير ومتحف عمان عبر الزمان. 

## وصلات خارجية
تصنيف